# خانواده جایگزین
خانوادهٔ جایگزین (لهستانی: Rodzina zastępcza) یک مجموعهٔ تلویزیونی لهستانی است که در سال ۱۹۹۹ منتشر شد.

## گزیدهٔ بازیگران

### اصلی و مکمل
- پیوتر فرونچوسکی
- گابریلا کوفناتسکا
- مونیکا مروزوفسکا
- سرگیوش ژیمئوکا
- الکساندرا شفد
- یاروسواف بوبرک
- ماریلا رودوویچ
- یوآنا تژپیه‌چینسکا
- توماش ددک
- هانا اشلشینسکا
- لشک زدونی
- استانیسواف میخالسکی
- ویکتوریا گونشیفسکا
- یوآنا کوروفسکا
- میشل یارگالسایکهان
- مارچین کوودینسکی
- بوریس شیتس
- الکساندر ایخناتوویچ

### مهمان
- ویولتا کوواکوفسکا
- یان پشک
- اِوا تِـلِـگا
- دومنیکا اوستاووفسکا
- یاتسک روزنک
- آدام زدرویکوفسکی
- یژی واپینسکی
- یاکوب زدرویکوفسکی
- امیل کاراویچ
- آندژی ماستالش
- میخاو وُدارچیک
- لئون خارِویچ
- ماریا چونلیس
- کشیشتف دراچ
- گژگوش ماوِتسکی
- ماچئی میکووایچیک
- یاتسک لنارتوویچ
- توماش بواشاک
- استانیسواف باناشوک
- مارچین سُسنوفسکی
- مارچین دوروچینسکی
- آرکادیوش نادر
- ائوگنیا هرمان
- پیوتر بوروفسکی
- کشیشتف استلماژیک
- زبیگنیف سوشنسکی
- یان کوچینیاک
- ماگدالنا روژچکا
- یان ماخولسکی
- یاتسک خمیلنیک
- مونیکا دریل
- ویتولد ویلینسکی
- آگنیشکا روبوتکا-میخالسکا
- پیوتر کوزووفسکی
- کامیلا سالوروویچ
- زوفیا چروینسکا
- یولیا کیوفسکا
- ماگدالنا والیگورسکا-لیشیتسکا
- یولیا وروبلفسکا
- یوانا یژفسکا
- ماریوش درنژک
- آنجلیکا پیخوویاک
- لائورا سامویوویچ
- مارتا دوبتسکا
- آرکادیوش یاکوبیک
- آگنیشکا شینکیه‌ویچ
- اُلگا ساژینسکا
- یولیا پی‌یتروخا
- ماریوش یاکوس
- ماریا کِـلِـیدیش

## آمار پخش
| فصول سریال           | فصول سریال      | قسمت‌ها          | فصل پخش                | تاریخ شروع      | تاریخ خاتمه       | زمان پخش        |
| خانواده جایگزین      | خانواده جایگزین | خانواده جایگزین | خانواده جایگزین        | خانواده جایگزین | خانواده جایگزین   | خانواده جایگزین |
| -------------------- | --------------- | --------------- | ---------------------- | --------------- | ----------------- | --------------- |
|                      | قسمت آزمایشی    | ۱–۳ (۳)         | زمستان ۱۹۹۹            | ۲۳ فوریه ۱۹۹۹   | ۹ مارس ۱۹۹۹       | سه شنبه ۲۰٫۰۰   |
|                      | ۱               | ۴–۳۹ (۳۶)       | ۱۹۹۹/۲۰۰۰              | ۱ سپتامبر ۱۹۹۹  | ۳۱ مه ۲۰۰۰        | چهارشنبه ۲۰٫۰۰  |
|                      | ۲               | ۴۰–۶۶ (۲۷)      | پاییز ۲۰۰۰–زمستان ۲۰۰۱ | ۵ سپتامبر ۲۰۰۰  | ۱۹ دسامبر ۲۰۰۰    | سه شنبه ۲۰٫۰۰   |
| ۲ ژانویه ۲۰۰۱        | ۲               | ۴۰–۶۶ (۲۷)      | پاییز ۲۰۰۰–زمستان ۲۰۰۱ | ۱۳ مارس ۲۰۰۱    | سه شنبه ۲۰٫۳۰     |                 |
|                      | ۳               | ۶۷–۸۲ (۱۶)      | پاییز ۲۰۰۱             | ۴ سپتامبر ۲۰۰۱  | ۱۸ دسامبر ۲۰۰۱    | سه شنبه ۲۰٫۲۰   |
|                      | ۴               | ۸۳–۹۹ (۱۷)      | بهار ۲۰۰۲              | ۶ مارس ۲۰۰۲     | ۲۶ ژوئن ۲۰۰۲      | چهارشنبه ۲۰٫۳۰  |
|                      | ۵               | ۱۰۰-۱۴۰ (۴۱)    | ۲۰۰۲/۲۰۰۳              | ۱ سپتامبر ۲۰۰۲  | ۲۹ ژوئن ۲۰۰۳      | یکشنبه ۲۰٫۱۵    |
|                      | ۶               | ۱۴۱–۱۵۶ (۱۶)    | پاییز ۲۰۰۳             | ۷ سپتامبر ۲۰۰۳  | ۴ ژانویه ۲۰۰۴     | یکشنبه ۱۷٫۵۵    |
| خانواده جایگزین پلاس |                 |                 |                        |                 |                   |                 |
|                      | ۷               | ۱۵۷–۱۶۹ (۱۳)    | بهار ۲۰۰۴              | ۷ مارس ۲۰۰۴     | ۳۰ مه ۲۰۰۴        | یکشنبه ۱۹٫۰۰    |
|                      | ۸               | ۱۷۰–۱۸۵ (۱۶)    | پاییز ۲۰۰۴             | ۵ سپتامبر ۲۰۰۴  | ۱۹ دسامبر ۲۰۰۴    | یکشنبه ۱۹٫۰۰    |
|                      | ۹               | ۱۸۶–۲۰۰ (۱۵)    | بهار ۲۰۰۵              | ۶ مارس ۲۰۰۵     | ۱۹ ژوئن ۲۰۰۵      | یکشنبه ۱۹٫۱۵    |
|                      | ۱۰              | ۲۰۱–۲۱۵ (۱۵)    | پاییز ۲۰۰۵             | ۴ سپتامبر ۲۰۰۵  | ۱۱ دسامبر ۲۰۰۵    | یکشنبه ۱۹٫۱۵    |
|                      | ۱۱              | ۲۱۶–۲۳۲ (۱۷)    | بهار ۲۰۰۶              | ۲۶ فوریه ۲۰۰۶   | ۲۵ ژوئن ۲۰۰۶      | یکشنبه ۱۹٫۳۰    |
|                      | ۱۲              | ۲۳۳–۲۴۷ (۱۵)    | پاییز ۲۰۰۶             | ۹ سپتامبر ۲۰۰۶  | ۲۸ اکتبر ۲۰۰۶     | شنبه ۱۹٫۱۵      |
| ۵ نوامبر ۲۰۰۶        | ۱۲              | ۲۳۳–۲۴۷ (۱۵)    | پاییز ۲۰۰۶             | ۱۷ دسامبر ۲۰۰۶  | یکشنبه ساعت ۱۷٫۴۵ |                 |
|                      | ۱۳              | ۲۴۸–۲۵۹ (۱۲)    | بهار ۲۰۰۷              | ۴ مارس ۲۰۰۷     | یکشنبه ساعت ۱۷٫۴۵ | ۱۰ ژوئن ۲۰۰۷    |
|                      | ۱۴              | ۲۶۰–۲۷۴ (۱۵)    | پاییز ۲۰۰۷             | ۲ سپتامبر ۲۰۰۷  | یکشنبه ساعت ۱۷٫۴۵ | ۲۳ دسامبر ۲۰۰۷  |
|                      | ۱۵              | ۲۷۵–۲۸۹ (۱۵)    | بهار ۲۰۰۸              | ۲ مارس ۲۰۰۸     | یکشنبه ساعت ۱۷٫۴۵ | ۲۹ ژوئن ۲۰۰۸    |
|                      | ۱۶              | ۲۹۰–۳۰۵ (۱۶)    | پاییز ۲۰۰۸             | ۷ سپتامبر ۲۰۰۸  | یکشنبه ساعت ۱۷٫۴۵ | ۲۸ دسامبر ۲۰۰۸  |
|                      | ۱۷              | ۳۰۶–۳۱۷ (۱۲)    | بهار ۲۰۰۹              | ۱ مارس ۲۰۰۹     | یکشنبه ساعت ۱۷٫۴۵ | ۲۴ مه ۲۰۰۹      |
|                      | ۱۸              | ۳۱۸–۳۲۹ (۱۲)    | پاییز ۲۰۰۹             | ۶ سپتامبر ۲۰۰۹  | یکشنبه ساعت ۱۷٫۴۵ | ۲۰ دسامبر ۲۰۰۹  |